# Mitridate (soldato)
Mitridate in greco Μιθραδάτης?  in persiano antico 𐎷𐎡𐎰𐎼𐎭𐎠𐎫 Miθradāta (... – 401 a.C.) è stato un militare persiano giovane soldato nell'esercito dell'Impero achemenide di re Artaserse II.
Secondo la Vita di Artaserse II di Plutarco, uccise accidentalmente il ribelle pretendente al trono Ciro il Giovane nella Battaglia di Cunassa (greco: Κούναξα).

## Antefatto
Nel 404 a.C. morì il re persiano Dario II, lasciando due figli. Artaserse era il maggiore e assunse il ruolo di re, mentre suo fratello minore Ciro contestò questa azione. Ciro aveva la madre, Parisatide, dalla sua parte, e quando fallì il suo piano di rivendicare il trono, lei intervenne a suo favore. Ciro sfuggì alla punizione e si ritirò a Sardi, da cui tramò un altro attacco.

## Racconto degli eventi
Nel 401 a.C., Ciro creò nuovamente un esercito, pianificando segretamente di sfidare ancora una volta Artaserse. Questi incontrò suo fratello a Cunassa, una città vicino al fiume Eufrate, e ne seguì una battaglia. Questa volta, Ciro riuscì a sfondare le linee di Artaserse e la battaglia era quasi vinta.
(Plutarco Vita di Artaserse II)
Poco dopo, la morte di Ciro fu riferita al re, Artaserse. Mitridate ricevette ricchi doni poiché la morte di Ciro assicurava la posizione di re ad Artaserse. Tuttavia, era desiderio di questi che tutti gli uomini pensassero che fosse stato lui e lui solo ad aver ucciso Ciro, quindi Mitridate ricevette ufficialmente le ricompense per aver consegnato le bardature di Ciro al re. Qualche tempo dopo, quando fu invitato a un banchetto, Mitridate si vantò di essere stato lui a uccidere Ciro, non rendendosi conto che stava creando la sua stessa rovina.

## Esecuzione
Furioso, Artaserse ordinò di uccidere Mitridate in un modo notoriamente tortuoso noto come scafismo. La sua punizione è stata raccontata come segue: 
(Plutarco Vita di Artaserse II)
(Plutarco Vita di Artaserse II)